# Bão Maria (2018)
Bão Maria (PAGASA: Gardo), là một siêu bão cuồng phong cấp 5 ảnh hưởng đến Guam, Đài Loan và một phần của Trung Quốc đầu tháng 7 năm 2018. Một vùng áp thấp đã phát triển thành cơn bão nhiệt đới thứ 8 của Tây Bắc Thái Bình Dương và ảnh hưởng đến quần đảo Mariana vào ngày 4 tháng 7, Maria đã trải qua quá trình tăng cường cực nhanh vào ngày hôm sau do điều kiện môi trường thuận lợi. Cơn bão đã đạt đến cường độ đỉnh đầu tiên vào ngày 6 tháng 7; sau đó, Maria suy yếu do chu kỳ thay thế mắt, nhưng nó lại được tăng cường và đạt đến cường độ đỉnh thứ hai vào ngày 8 tháng 7. Sau đó, nó bắt đầu suy yếu dần do nhiệt độ bề mặt biển lạnh hơn. Sau khi quét qua quần đảo Yaeyama và ảnh hưởng đến Đài Loan vào ngày 10 tháng 7, Maria cuối cùng đã đổ bộ lên tỉnh Phúc Kiến, Trung Quốc vào đầu ngày 11 tháng 7.

## Lịch sử khí tượng
Một sự xáo trộn nhiệt đới hình thành trên quần đảo Marshall vào cuối ngày 26 tháng 6. Sau khi phát triển chậm và trôi dạt về phía tây trong năm ngày, Trung tâm Cảnh báo Typhoon (JTWC) đã ban hành Cảnh báo Hình thành Cơn bão Nhiệt đới vào đầu ngày 2 tháng 7 và nâng cấp hệ thống lên một áp thấp nhiệt đới với chỉ định 10W vào cùng ngày. Đầu ngày 3 tháng 7, Cơ quan Khí tượng Nhật Bản đã nâng cấp khu vực áp suất thấp vào vùng áp thấp nhiệt đới phía đông nam Guam và sau đó bắt đầu đưa ra cảnh báo bão nhiệt đới. Các điều kiện môi trường thuận lợi, bao gồm cắt gió thẳng đứng vừa phải, dòng chảy poleward được tăng cường bởi các máng nhiệt đới phía trên nhiệt đới (TUTT) nằm ở phía đông bắc và phía tây bắc, nhiệt độ bề mặt biển từ 30 đến 31 °C, góp phần vào sự phát triển của hệ thống. Kết quả là sang ngày 4 tháng 7, JMA đã nâng cấp nó thành một cơn bão nhiệt đới và gán tên quốc tế Maria vào khoảng 12:00 UTC, và JTWC cũng nâng cấp nó thành một cơn bão nhiệt đới. Sáu giờ sau, khi cơn bão quét trực tiếp qua Guam, các quan sát bề mặt tại Căn cứ Không quân Andersen ghi lại một phút duy trì tối đa một phút ở tốc độ 50 hải lý (93 km/h; 58 mph) và áp suất tối thiểu 984 hPa (29,06 inHg) và một hệ thống củng cố nhanh chóng.
Vào ngày 5 tháng 7, Maria trôi dạt về phía tây bắc từ từ dưới ảnh hưởng của một rãnh áp thấo chỉ đạo theo hướng bắc-nam yếu và một rãnh cận nhiệt đới mạnh theo hướng đông-tây cố thủ ở phía bắc. Sau khi được JMA và JTWC nâng cấp lên bão nhiệt đới dữ dội vào đầu ngày hôm đó, Maria bắt đầu tăng cường cực kỳ nhanh chóng do điều kiện thuận lợi. Hình ảnh vi sóng đã lộ ra một mắt và JMA đã nâng Maria lên một siêu bão vào buổi chiều. JTWC nâng cấp Maria lên một siêu bão và báo cáo rằng nó đạt đến cường độ đỉnh ban đầu của nó với một phút duy nhất tối đa duy nhất 260 km/h (160 dặm một giờ) vào khoảng 00:00 UTC vào ngày 6 tháng 7,. Loại xoáy thuận nhiệt đới tương đương loại 5 ở bắn cầu bắc kể từ cơn bão cùng tên Maria đồng thời vào tháng 9 năm 2017.
Vào khoảng 01:10 UTC ngày 11 tháng 7, Maria đổ bộ lên bán đảo Huangqi (zh) của tỉnh Phúc Kiến, Trung Quốc, với sức gió tối đa mười phút ở 155 km/h (100 mph) và áp suất tối thiểu trung tâm cơn bão là 955 hPa (28,20 inHg). Sau đó, Maria nhanh chóng suy yếu khi đi sâu vào trong đất liền, trước khi tan biến vào ngày 12 tháng 7.

## Ảnh hưởng

### Guam
Maria ảnh hưởng tới Guam vào buổi sáng sớm của ngày 05 tháng bảy vùng biển gần địa phương mang gió mạnh và mưa lớn, nhưng may mắn không có thương vong . Trong cuộc khủng hoảng, số lượng máy bay đỗ tại Căn cứ không quân Andersen và Tàu chở dầu không quân KC-135  máy bay tiếp nhiên liệu trên không trong gió lớn, vị trí bị suy yếu trong động cơ phản lực, nhưng dự kiến sẽ hoàn thành việc sửa chữa trong thời gian ngắn.